# Herbalife Nutrition
Herbalife - là một công ty kinh doanh đa cấp . toàn cầu chuyên về chế phẩm bổ sung dinh dưỡng, thực phẩm quản lý cân nặng, chất bổ dùng trong thể thao và sản phẩm làm đẹp cá nhân. Công ty được Mark R. Hughes thành lập năm 1980 tại Los Angeles, với số nhân viên toàn cầu hiện tại là khoảng 7800 người. Herbalife báo cáo doanh thu ròng là 4.488 tỷ đô la Mỹ vào năm 2016, bằng với năm 2015 và thu nhập ròng là 260.0 triệu đô la Mỹ, giảm 23% so với năm 2015. Công ty được thành lập tại quần đảo Cayman, và trụ sở công ty được đặt tại Los Angeles, California.
Công ty hoạt động trên phạm vi quốc tế và phân phối sản phẩm của mình tại 95 quốc gia (tính đến tháng 7 năm 2015) thông qua mạng lưới khoảng 3,2 triệu nhà phân phối độc lập, một số người trong số đó kiếm được lợi nhuận từ việc bán sản phẩm và hoa hồng bổ sung từ cấu trúc kinh doanh đa cấp. Cơ cấu hoa hồng của MLM bao gồm hoa hồng, tiền bản quyền và tiền thưởng cho việc bán hàng được thực hiện bởi "tuyến dưới" của các nhà phân phối (những người mà họ đã tuyển dụng được). Trong tổng số 526.000 tổng số thành viên tại Hoa Kỳ vào đầu năm 2014, có khoảng 62.000 khoản tiền thưởng họ nhận được từ Herbalife: 7.385 (1.4%) nhận được hơn 5.000 đô la tiền thưởng mỗi năm (trung bình 417 đô la Mỹ / tháng) và 1.304 (0,25%) nhận được trên 50.000 đô la Mỹ (trung bình mỗi tháng 4,167 đô la). Những con số này không bao gồm thu nhập từ bán sản phẩm hoặc không bao gồm bất kỳ chi phí phát sinh bởi các nhà phân phối.
Công ty đã bị chỉ trích bởi người quản lý quỹ đầu tư Bill Ackman của Pershing Square Capital, người tuyên bố rằng Herbalife vận hành một "chương trình đa cấp kim tự tháp tinh vi". Herbalife đã đồng ý "tái cơ cấu" doanh nghiệp của mình và trả tiền phạt 200 triệu USD như một phần của thỏa thuận năm 2016 với Ủy ban thương mại liên bang Hoa Kỳ (FTC) sau khi FTC cáo buộc nó là một chương trình đa cấp kim tự tháp. Là một phần của thỏa thuận giải quyết, FTC đã bỏ tuyên bố của mình rằng Herbalife là một chương trình đa cấp kim tự tháp. FTC cho biết trong một thông cáo báo chí rằng "hầu như không thể kiếm tiền bằng việc bán các sản phẩm của Herbalife."

## Lịch sử
Ông Mark R. Hughes thành lập công ty Herbalife vào tháng Hai, năm 1980 và bắt đầu bán các sản phẩm kiểm soát cân nặng Herbalife từ thùng xe của mình. Hughes đã thường xuyên cho rằng nguồn gốc của sản phẩm và bắt nguồn từ những lo lắng về việc giảm cân của mẹ ông, Joanne, người bị chết sớm mà anh cho là do rối loạn ăn uống và cách giảm cân không lành mạnh. Theo một trang web của Herbalife, mục tiêu của công ty là thay đổi thói quen dinh dưỡng của thế giới.